# Kanonoksor

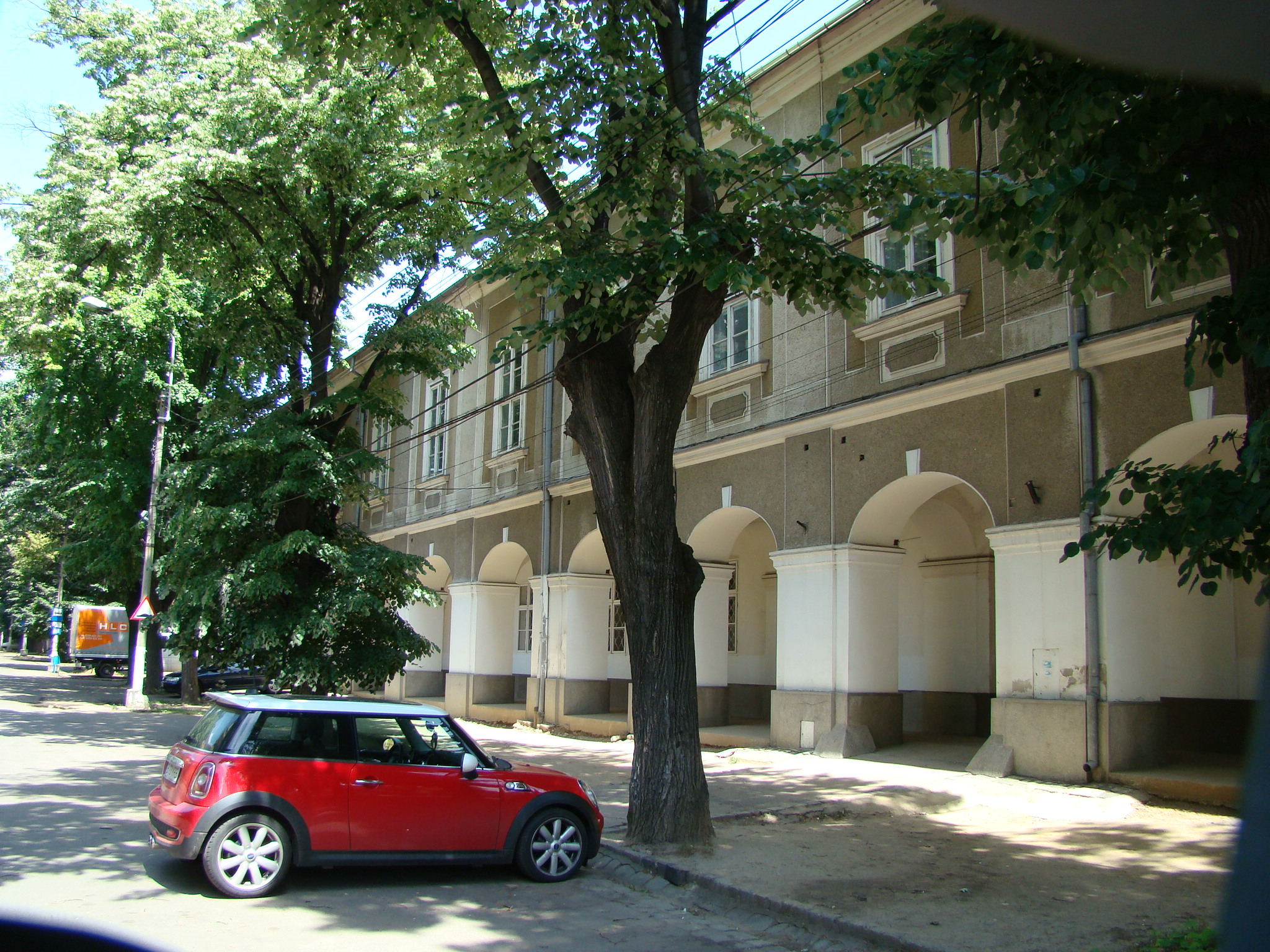

A Kanonoksor barokk emléképület Nagyváradon. A 253 méter hosszú folyosó 56 pillérből áll és 10 épületet köt össze. Több szakaszban, több mint 100 éven át, 1753–1875 között építették Franz Anton Hillebrandt tervei és Forgách Pál, akkori püspök elképzelései alapján. 1780. július elejére készült el a tízből az első 7 épület összekötése, további kettő 1863-ra, és a tizediket 1875-ben fejezték be, több mint 100 évvel az első épület megkezdése után. Eredetileg egy katolikus szemináriumot is terveztek ide, de az nem valósult meg.
A nagyváradi Szent László székesegyház és a püspöki palota mellett a Kanonoksor is szerves része Nagyvárad barokk negyedének.